# Casa de Sforza

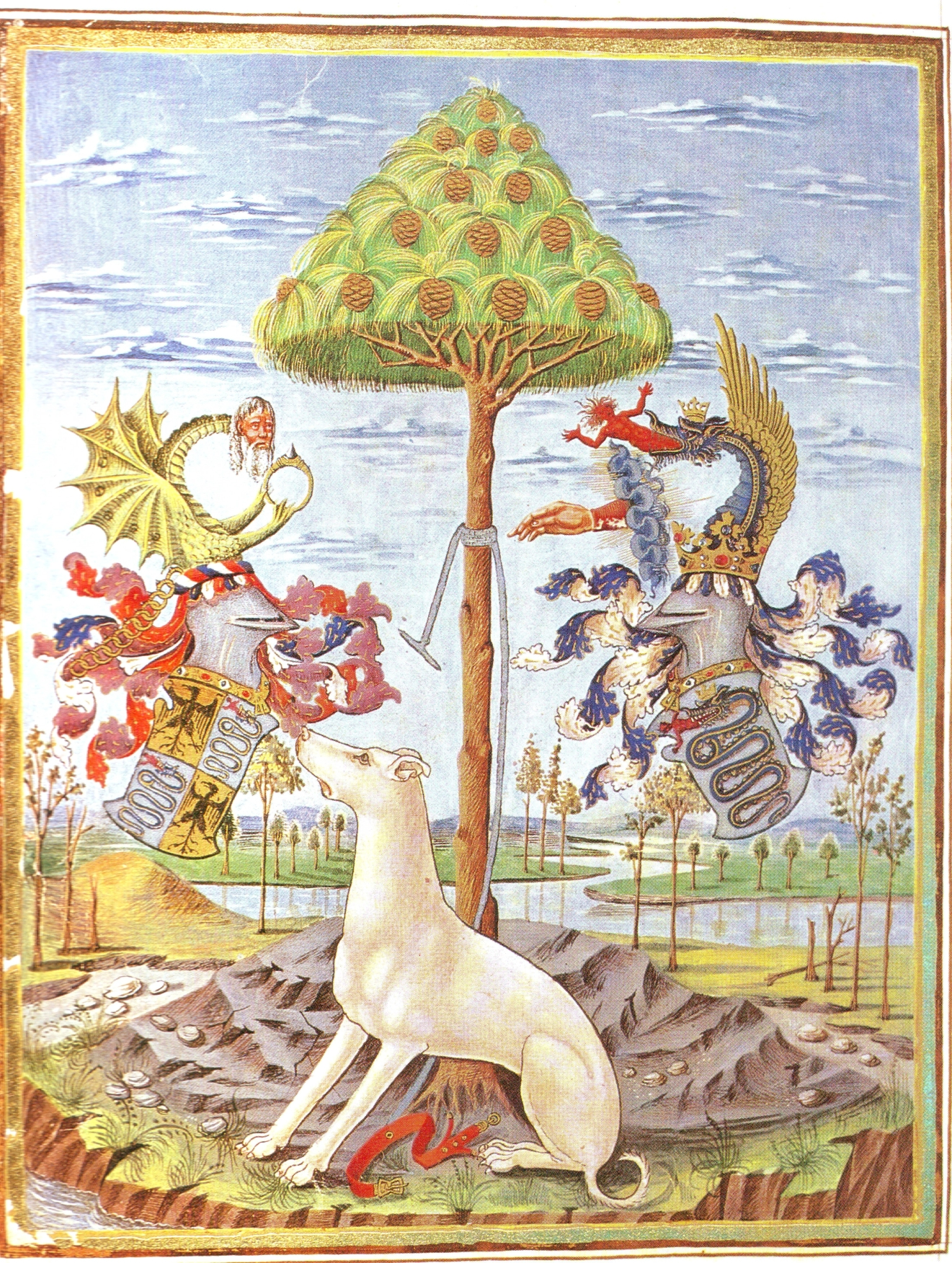
Alegoria da família Sforza

Sforza foi uma família italiana de governantes no período do Renascimento, estabelecidos em Milão. Família temida por seus terríveis e brutais atos, regia a cidade de Milão desde 1395, antes de ser dominada pela Espanha, em 1540. Um nobre da família Sforza foi por um período patrono de Leonardo da Vinci.

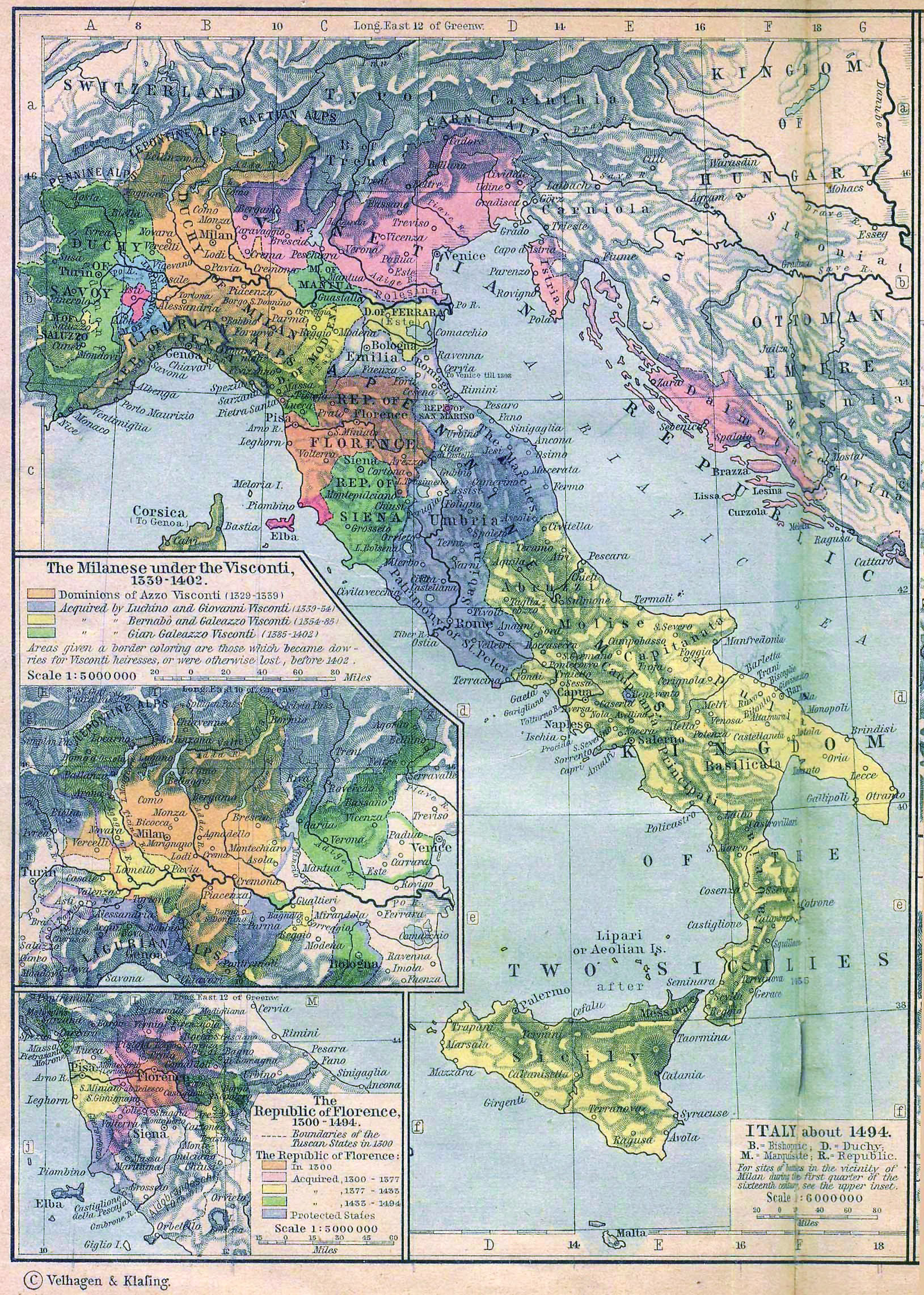
Mapa da Itália em 1494. Inserido em destaque o Ducado de Milão governado pela família Visconti e herdado pelos Sforza

A dinastia foi fundada por Muzio Attendolo Sforza, um condottiere da Romanha que serviu os reis Plantageneta em Nápoles.

## Duques Sforza de Milão
- Francisco I (1450-1466)
- Galeácio Maria (1466-1476)
- João Galeácio (1476-1494)
- Ludovico (1494-1499, retornando ao poder em 1500)
- Maximiliano (1512-1515)
- Francisco II (1521-1535)

Giovanni Sforza casou-se, em primeiras núpcias, com Lucrécia Bórgia, filha do papa Alexandre VI.
Os Sforza também foram senhores de Pesaro, condes de Cotignola, marqueses de Caravaggio e senhores de Castell'Arquatto.
A fortaleza da Dinastia Sforza, foi no Castello Sforzesco, em Milão, Itália.